# Healy, Alaska
Healy är en ort i Denali Borough i delstaten Alaska, USA. 2020 hade de en folkmängd på 966 invånare.